# Gary Vinson
Pour les articles homonymes, voir Vinson.
Gary Vinson est un acteur américain né le 22 octobre 1936 à Los Angeles, Californie (États-Unis), décédé le 15 octobre 1984 à Redondo Beach (Californie).

## Filmographie

### comme acteur
- 1957 : Prisonnier de la peur (Fear Strikes Out) de Robert Mulligan : High School Ballplayer
- 1957 : Rockabilly Baby : Jimmy Carter
- 1957 : Le Cerveau infernal (The Invisible Boy) : Young soldier
- 1959 : Le Géant du Grand Nord (Yellowstone Kelly) : Lieutenant
- 1960 : High School Caesar : Bob Williams
- 1960 : The Roaring 20's (série TV) : Chris Higbee (1960-1962)
- 1961 : A Majority of One : Mr. McMillon
- 1962 : Sur le pont la marine ("McHale's Navy") (série TV) : George "Christy" Christopher (1962-1966)
- 1964 : La Flotte se mouille (McHale's Navy) : Quartermaster George Christopher (Christy)
- 1965 : McHale's Navy Joins the Air Force : Quatermaster George Christopher
- 1968 : Nobody's Perfect : Walt Purdy
- 1969 : Le Virginien (TV) saison 7 épisode 17 (Crime wave in Buffalo springs) : Sherif Tom Wade
- 1971 : Do Not Fold, Spindle, or Mutilate (TV) : Jonas
- 1972 : Miss Stewart, Sir (TV) : Buzz
- 1976 : The Million Dollar Rip-Off (TV) : Hennessy
- 1979 : Half a House de Brice Mack : Golfer
- 1980 : The $5.20 an Hour Dream (TV) : Jim Hagen
- 1981 : The Munsters' Revenge (TV) : Patrolman Larry